# Loxoconcha postdorsoalata
Loxoconcha postdorsoalata är en kräftdjursart som beskrevs av H.S. Puri 1960. Loxoconcha postdorsoalata ingår i släktet Loxoconcha och familjen Loxoconchidae. Inga underarter finns listade i Catalogue of Life.